# Yanique Thompson
Yanique Thompson (* 12. März 1996 im Saint Catherine Parish) ist eine jamaikanische Hürdenläuferin, die sich auf den 100-Meter-Hürdenlauf spezialisiert.

## Sportliche Laufbahn
Erste internationale Erfahrungen sammelte Yanique Thompson bei den CARIFTA-Games 2011 in Montego Bay, bei denen sie in 13,76 s die Goldmedaille im Hürdenlauf, wie auch mit der jamaikanischen 4-mal-100-Meter-Staffel gewann. Auch im Jahr darauf war sie bei den Spielen in Hamilton in beiden Disziplinen siegreich. Bei den CARIFTA-Games 2014 in Nassau wurde sie in 11,77 s Fünfte im 100-Meter-Lauf und siegte anschließend bei den Jugendweltmeisterschaften in Donezk in 12,94 s über die Hürden. Zudem wurde sie dort mit der Sprintstaffel (1000 Meter) im Vorlauf disqualifiziert. 2015 wurde sie bei den CARIFTA-Games in Fort-de-France in 13,67 s Vierte und bei den Zentralamerika- und Karibik-Juniorenmeisterschaften in Morelia in 14,22 s Fünfte. Mit der 4-mal-100-Meter-Staffel gewann sie dort in 44,33 s die Silbermedaille. Sie qualifizierte sich damit für die Juniorenweltmeisterschaften in Eugene, bei denen sie mit 13,42 s im Halbfinale ausschied. 2015 siegte sie in 13,21 s ein letztes Mal bei den CARIFTA-Games in Basse-Terre im Hürdenlauf und in 45,20 s auch mit der Staffel. Anschließend wurde sie bei den Panamerikanischen Juniorenmeisterschaften in Edmonton in 14,11 s Achte. 2017 qualifizierte sie sich für die Weltmeisterschaften in London, bei denen sie mit 12,88 s im Halbfinale ausschied. Im Jahr darauf nahm sie erstmals an den Commonwealth Games im australischen Gold Coast teil und gewann dort in 12,97 s die Bronzemedaille hinter der Nigerianerin Tobi Amusan und ihrer Landsfrau Danielle Williams. Im Sommer belegte sie bei den NACAC-Meisterschaften in Toronto in 13,02 s den sechsten Platz. 2019 startete sie bei den Panamerikanischen Spielen in Lima und gelangte dort mit 13,11 s auf den vierten Platz, ehe sie bei den Weltmeisterschaften in Doha mit 12,80 s im Semifinale ausschied. 2021 nahm sie an den Olympischen Sommerspielen in Tokio teil und konnte dort ihr Rennen im Halbfinale nicht beenden.

## Persönliche Bestzeiten
- 100 Meter: 11,64 s (−1,6 m/s), 2. März 2013 in Kingston
- 100 m Hürden: 12,69 s (+0,4 m/s), 25. Juni 2017 in Kingston